# Johann Georg Reichwein
Johann Georg Reichwein (* 1640 in Pressath; † 1691 in Regensburg), auch Georg Reichwein, war ein deutscher Kapellmeister und Komponist. Der Kirchenmusiker wirkte vor allem in der Gegend um Regensburg, wo er von 1679 bis 1691 das Amt des Domkapellmeisters am Regensburger Dom innehatte.
Die Capellmeisters-Wittibin Maria Barbara Reichweinin aus Regensburg und ihr Anhänger Joseph Ignatius Rieder aus Landshut, ein promovierter Jurist, wurden 1693–1695 in Kelheim verhaftet und der Hexerei bezichtigt.